# Rachel Bloznalis
Rachel Grace Bloznalis, född 25 maj 1995, är en amerikansk fotbollsspelare.

## Klubbkarriär
Bloznalis moderklubb är New England Football Club. Mellan 2013 och 2017 spelade hon 82 matcher och gjorde fem mål för Boston University. I februari 2018 värvades Bloznalis av Umeå IK. I september 2018 förlängde hon sitt kontrakt över kommande säsong.
Den 29 november 2019 värvades Bloznalis av Djurgårdens IF, där hon skrev på ett ettårskontrakt. I september 2020 förlängde Bloznalis sitt kontrakt med två år. I juli 2021 tog hon en paus från fotbollen efter att tidigare under året råkat ut för en hjärnskakning.

## Landslagskarriär
Bloznalis blev i augusti 2018 uttagen i USA:s U23-landslag till en turnering mot Norge, Sverige och England. Hon spelade några matcher och hjälpte USA till en förstaplats i fyrnationsturneringen.